# Noëlle Kröger
Noëlle Kröger (* 1997 in Hamburg) ist eine deutsche Comic-Künstlerin. Als nichtbinäre Person verwendet sie die Personalpronomen „er“ und „sie“. Für ihren Comic Das Unbehagen des guten Menschen wurde sie 2021 mit einem GINCO Award geehrt. Das gemeinsam mit Aaron Meyer gestaltete Hochschulprojekt Mein Gender ist der einsamste Cowboy im Wilden Westen wurde ebenfalls 2021 mit dem Karl H. Ditze Förderpreis prämiert. Als einer der ersten Titel der Reihe Shorts vom MamiVerlag erschien im Jahr darauf Was bedeutet mir der Werwolf?

## Leben und Werk
Noëlle Kröger wurde 1997 in Hamburg geboren und ist dort aufgewachsen. Sie zeichnet bereits seit ihrer Kindheit. An ihrer französischen Schule gab es das Fach „bibliothèque“, in dem die Klassen zum Lesen und Ausleihen in die Schulbücherei gingen. Im Bestand fanden sich zahlreiche Comics. Zu Hause hat Kröger die Figuren abgemalt, insbesondere Spirou. In ihrer Heimatstadt studierte sie Illustration an der Hochschule für Angewandte Wissenschaften Hamburg (HAW). Sie absolvierte dort zunächst einen Bachelor- und anschließend einen Master-Studiengang. In ihren Veröffentlichungen, in denen häufig Tiere auftreten, beschäftigt sie sich bevorzugt mit den Themen Gender, Performance, Theater und vermeintlichen Dichotomien.
Im Jahr 2020 veröffentlichte sie mit Das Unbehagen des guten Menschen ihre erste umfangreiche Geschichte im Selbstverlag. Der Comic entstand als Teil des Kurses „Swap Party“ von Sascha Hommer an der HAW. Fieldmouse Press publizierte 2022 eine englische Printausgabe als Good Person Trouble: Der Tabakhändler Sebastian steht vor Gericht, da seine Cousine Teresa verschwunden ist. In ihrer freien Adaption von Bertolt Brechts Der gute Mensch von Sezuan lässt sie die Theorien der US-amerikanischen Philosophin Judith Butler einfließen. Die Charaktere setzt sie als Tierfiguren um, Sebastian ist beispielsweise ein Fuchs. Für die Farbgebung verwendet Kröger hauptsächlich warme Ocker- bis Rottöne.
Gemeinsam mit Aaron Meyer gestaltete Kröger 2021 das Hochschulprojekt Mein Gender ist der einsamste Cowboy im Wilden Westen. Sie legten Comic-Künstlern einen selbstverfassten Fragenkatalog vor, der beliebig umfangreich beantwortet werden konnte. Mit Hilfe der Antworten erstellten die beiden individuelle Steckbriefe, die sie wiederum den Künstlern gaben, zusammen mit der Aufgabe, die Figuren in den Comics mit Geschlechternormen zu konfrontieren. Unter den insgesamt elf Geschichten fanden sich neben Boys Don't Cry von Kröger und Thelma und das wandelnde Spiegelbild von Meyer unter anderem Obenrum von Wiebke Bolduan sowie Drøm von Benedikt Beck. Das Comic-Zine erschien im Selbstverlag und wurde durch die HAW finanziell gefördert. Im gleichen Jahr publizierte Kröger ihren Kurzcomic I Got Invited To A Party And I Intend To Go auf Englisch im Eigenverlag: Die Hauptfigur möchte eine Party besuchen, verirrt sich aber auf dem Weg dorthin.
Was bedeutet mir der Werwolf? erschien 2022 beim MamiVerlag als eine der ersten Ausgaben für die Heftreihe Shorts, in der seit Herbst des gleichen Jahres Bildessays unterschiedlicher Zeichner vorgestellt werden. In Krögers Beitrag macht sich Protagonist N. auf die Suche nach dem Ursprung des nächtlichen (Wer-)Wolfgeheuls und begegnet dabei verschiedenen Bedeutungen des Werwolfs. Erst nachdem er über seinen Gartenzaun klettert, findet er heraus, was ihm der Werwolf bedeutet. Ebenfalls 2022 kam Non-Fungible Comic im Selbstverlag heraus, online und als Print-on-Demand. Kröger illustrierte die Arbeit über Non-Fungible Token nach den Texten in englischer Sprache von Julia Schneider. Die beiden stellten ihr Projekt erstmals bei der re:publica vor.
Auf den 11. Hamburger Graphic Novel Tagen vom 13. bis 16. März 2023 fand im Literaturhaus Hamburg erstmals ein Werkstattgespräch nur mit Absolventen der HAW statt, das von Sascha Hommer und Andreas Platthaus moderiert wurde. Neben Kröger mit Meute präsentierten noch Wiebke Bolduan und Ika Sperling ihre bei Reprodukt anstehenden (Debüt-)Comics. Meute soll im Herbst 2024 erscheinen. Die Erzählung ist im Umbruch zwischen Ende des 19. und Anfang des 20. Jahrhunderts angesiedelt. Dabei setzt sich Kröger mit der Wahrnehmung von Geschlecht und der Pathologisierung von Minderheiten auseinander, oft ausgeübt unter dem Deckmantel der Wissenschaft. Erneut wählte sie den Werwolf als Motiv. Dieser ist laut Aussage der Künstlerin ein „deutlich gegendertes Monster, die meisten Geschichten drehen sich um männliche Werwölfe und dementsprechend auch um Maskulinität“. Sie sehe ebenfalls „viele Parallelen zu den narrativen Konventionen von Transgeschlechtlichkeit“, zum Beispiel in der Transformation von Mensch zu Werwolf. Wie schon in Was bedeutet mir der Werwolf? gehe es um die „Macht, die normative Gemeinschaften auf das Leben von Minderheiten“ ausübten.

## Veröffentlichungen (Auswahl)
- Mein Gender ist der einsamste Cowboy im Wilden Westen zusammen mit Aaron Meyer. Selbstverlag, Hamburg 2021.
- I Got Invited To A Party And I Intend To Go. Selbstverlag, Hamburg 2021.
- Good Person Trouble. Fieldmouse Press, Grass Valley 2022, ISBN 978-1-956636-02-4.
- Non-Fungible Comic zusammen mit Julia Schneider. Selbstverlag, Hamburg 2022.
- Was bedeutet mir der Werwolf? MamiVerlag, Hamburg 2022, ISBN 978-3-948951-06-1.

## Kritiken und Auszeichnungen
Der Comic Mein Gender ist der einsamste Cowboy im Wilden Westen wurde 2021 durch die Fakultät Design, Medien und Information der HAW finanziell unterstützt und erhielt den Karl H. Ditze Förderpreis. Jurymitglied Matthias Berg hält in der Begründung fest, die „Illus und vor allem die Texte sind großartig, die Fragen sind klasse und die Antworten noch viel mehr“. Auch wenn das Konzept im Ergebnis nicht ganz durchkomme, sei die Arbeit trotzdem ein großer Spaß. Ebenfalls 2021 erhielt Kröger für ihren Kurzcomic I Got Invited To A Party And I Intend To Go einen MICE Mini-Grant Award.
Oliver Ristau hält im Tagesspiegel fest, bereits das „exzellente Cover-Artwork“ werde Krögers Das Unbehagen des Guten Menschen gerecht. Spätestens die Farben und der „wie selbstverständlich Linien austeilende Zeichenstil“ machten die Kunst aus. Der Titel spielt an auf die „moralische Deutungshoheit, umgezogen vom Stammtisch in die sozialen Netzwerke“. Zusätzlich sei eine „stilistische Nähe zur Kleintierdarstellung der Neuen Frankfurter Schule“ zu erkennen, wie etwa bei F. W. Bernstein und Robert Gernhard. Der Comic wurde bei The Comics Journal im Jahresrückblick „The Best Comics of 2020“ lobend erwähnt. Im folgenden Jahr erhielt Das Unbehagen des guten Menschen einen GINCO Award als „Herzenscomic“. Es sei kaum zu glauben, dass „diese sehr komplette Geschichte noch keinen Verlag gefunden hat“. Der beeindruckende Comic entfalte sich „zunächst sperrig und dann in voller Genialität – unterstützt durch verzerrte, schräge Perspektiven und eine wechselnde, dynamische Panelaufteilung“.
The Comics Beat berücksichtigte Good Person Trouble auf der Liste „The Beat’s 30 Best Comics of 2022“. Kröger zeige, zu was Comics in der Lage seien. Das Werk stelle einen Aufruf zum Handeln dar, sei aber auch eine vernichtend zynische sowie gelegentlich leicht verschmitzte Einschätzung des Versagens der Gesellschaft gegenüber der Trans-Gemeinschaft („[t]his pamphlet is a call to action […] it’s also a direct, crushingly cynical, slightly puckish appraisal of society’s failing the trans community“).